# Mark Bult
Mark Bult (ur. 7 września 1982 w Emmen, Holandia), holenderski piłkarz ręczny grający na prawym rozegraniu (leworęczny), reprezentant Holandii, zawodnik Füchse Berlin.
26 marca 2010 roku podpisał z Vive Targi Kielce dwuletni kontrakt. Miał być graczem kieleckiej drużyny od sezonu 2010/2011. Do Kielc przyszedł z niemieckiego Füchse Berlin. Jednak 31 sierpnia 2010 r. Bogdan Wenta zdecydował, że Bult nie będzie reprezentował barw Vive Targi Kielce w sezonie 2010/2011. Klub zrezygnował z usług zawodnika.
Po rozwiązaniu kontraktu trafił ponownie do Füchse Berlin na zasadzie wolnego transferu.